# Santa Ana de Chiquitos
Santa Ana de Chiquitos es una localidad de Bolivia, ubicada en las tierras bajas del país. Administrativamente se encuentra en el municipio de El Carmen Rivero Tórrez de la provincia Germán Busch en el departamento de Santa Cruz.
Santa Ana está a una altura de 148 msnm, ubicada en la línea férrea que va de Santa Cruz de la Sierra a Puerto Quijarro en la frontera con Brasil. Durante la época colonial, Santa Ana fue una reducción jesuítica.

## Geografía
Santa Ana se encuentra en la parte boliviana del Pantanal, uno de los humedales más grandes del mundo. Cerca de Santa Ana nace la Quebrada La Canoa que atraviesa una loma que corre de noroeste a sureste, que se eleva en el tramo noroeste como Serranía de Santiago cerca de Roboré a 1230 msnm, y en su continuación sureste como Serranía del Carmen todavía alcanza una altura de 346 metros.
La temperatura promedio promedio de la región es de alrededor de 26 °C y varía muy poco entre 22 y 23 °C en junio y julio y 28–29 °C de octubre a febrero. La precipitación anual es de poco más de 1000 mm, con una corta estación seca en junio y agosto con precipitaciones mensuales inferiores a 30 mm, y una estación húmeda de noviembre a marzo, cada una con más de 100 mm de precipitación mensual.

## Transporte
Santa Ana de Chiquitos se ubica a 522 kilómetros por carretera al este de Santa Cruz de la Sierra, la capital departamental.
La localidad está ubicada sobre la ruta troncal Ruta 4, de más de 1.500 kilómetros de longitud, que inicia en Tambo Quemado en la frontera con Chile, atraviesa todo el país en dirección oeste-este y vía Cochabamba, Santa Cruz y Roboré hasta Santa Ana y más adelante vía El Carmen Rivero Tórrez a Puerto Suárez y Puerto Quijarro y a través de la frontera con Brasil a la ciudad de Corumbá.

## Demografía
La población de la localidad se ha reducido a la mitad en las últimas dos décadas:
| Año  | Habitantes | Fuente |
| ---- | ---------- | ------ |
| 1992 | 318        | Censo  |
| 2001 | 257        | Censo  |
| 2012 | 158        | Censo  |